# Pares adoptius
Pares adoptius (títol original en francès, Beaux-parents) és una pel·lícula de comèdia francesa del 2019 dirigida per Héctor Cabello Reyes. Estrenada només a França, va recaptar 3,9 milions de dòlars. S'ha doblat al català.

## Repartiment
- Josiane Balasko com a Coline Rossi
- Didier Bourdon com a André Rossi
- Bénabar com a Harold Becker
- Charlie Bruneau com a Garance Rossi
- Bruno Salomone com Hervé Fleury
- Frédéric Bouraly com a Lopez
- Gwendolyn Gourvenec com a Chloé Fleury
- Ruggero Raimondi com a avi